# Đoàn Chính Minh
Đoàn Chính Minh (chữ Hán: 段正明, bính âm: Duan Zhengming) là vị hoàng đế trong lịch sử nước Đại Lý (giai đoạn Tiền Đại Lý, từ năm 937 đến năm 1094). Vị vua đầu tiên Hậu Đại Lý, Đoàn Chính Thuần, là em của ông. Hình ảnh của ông được hư cấu sống động qua tiểu thuyết võ hiệp Thiên Long Bát Bộ của nhà văn Kim Dung.

## Trong lịch sử
Năm sinh và năm mất của Đoàn Chính Minh hiện nay vẫn chưa rõ. Ông nội của ông là vua Hiếu Đức đế Đoàn Tư Liêm. Năm 1081, cha con quyền thần Cao Trí Thăng và Cao Thăng Thái bức bách Thượng Minh đế Đoàn Thọ Huy thoái vị xuất gia, sau đó ủng lập Đoàn Chính Minh lên kế vị. Tuy nhiên, 13 năm sau, năm 1094, quyền thần Cao Thăng Thái bức ép Đoàn Chính Minh thoái vị nhường ngôi, tự lập làm vua Đại Lý.
Trong những năm trị vì (1082 - 1094), Đoàn Chính Minh sử dụng các niên hiệu sau:
- Bảo Định hoặc Bảo Lập (1082-?)
- Kiến An (?)
- Thiên Hữu (?-1094)

Đoàn Chính Minh sau khi truyền ngôi đã đi tu (theo Phật giáo Mật Tông). Sau khi qua đời, ông được tôn thụy hiệu là Bảo Định Đế.

## Trong tiểu thuyết
Trong tác phẩm Thiên Long Bát Bộ của nhà văn Kim Dung, Đoàn Chính Minh cũng là một nhân vật, là anh trai của Đoàn Chính Thuần và là bác của Đoàn Dự. Ông có tuyệt chiêu nhất dương chỉ của Đoàn thị với nội công còn thâm hậu hơn cả Đoàn Chính Thuần (Đoàn Dự lúc này chưa biết võ). Ông đã cùng Đoàn Chính Thuần cùng các thuộc hạ đến Vạn Kiếp Cốc giải cứu Đoàn Dự và Mộc Uyển Thanh khi bị Đoàn Diên Khánh bắt.
Sau đó, để cứu Đoàn Dự, ông đã tìm đến chùa Tướng quốc, gửi gắm Đoàn Dự cho các vị cao tăng ở đây. Ông suýt bị Cưu Ma Trí bắt đi. Nhưng Đoàn Dự đã cứu ông và bị Cưu Ma Trí bắt mất, dẫn đến một cuộc phiêu lưu dài của chàng trai này. Qua lời kể của Đoàn Diên Khánh thì ông là người cướp ngôi của Khánh để dẫn đến ông này phải lưu lạc. Sau khi Đoàn Chính Thuần chết, Đoàn Chính Minh quyết định truyền ngôi lại cho Đoàn Dự mặc dù biết anh chàng này là con của Đoàn Diên Khánh.